# Unemastate
De Unemastate, ook wel Unemastins of Oenema State genoemd, was een stins aan de noordwestkant van de kerk van Blija in de huidige gemeente Noardeast-Fryslân. De stins was omringd door een gracht, en bevond zich op een plek waarover nu de Leeuwarderweg loopt. Naast het terrein van de vroegere stins staat aan de Unemawei op een beschermde terp een huis. Mogelijk heeft de Unemastate op deze terp gestaan. Van de stins is niets terug te vinden.

## Bewoners[1]
- 1406, 1413 Taco Unema
- Ernst Unema, getrouwd met Frouck Helbada
- Oentse Unema, getrouwd met Tjets Janckesdr Douma
- 1500-1540 Janco van Unema getrouwd met Tet Wyboltsma
- ± 1575 Tryn van Unema, getrouwd met Doeke van Martena
- 1602 Tako van Aylva
- 1642 Hobbo van Aylva
- 1696 Ernst van Aylva
- 1740 Berber van Douwema, weduwe van Aylva
- Hessel Douwe Ernst van Aylva
- tot 1756 Ernst Frans van Aylva
- 1756 Jan Janse Postma